# International Foot-Ball Club Torino
L'Internazionale Torino o International Foot-Ball Club Torino fou un club de futbol de la ciutat de Torí (Itàlia).

## Història
El club va ser fundat l'any 1891 per la fusió dels clubs Torino Football and Cricket Club i Nobili Torino, ambdós fundats el 1887.
El primer havia estat fundat per Edoardo Bosio que havia portat la idea de crear un club de futbol de la seva estada a Anglaterra. El colors eren vermell i negre a franges verticals. El segon fou fundat per Luigi Amedeo, duc dels Abruços i Alfonso Ferrero de Ventimiglia. Els colors eren ambre i negre a franges verticals.
El primer uniforme adoptat fou de color grana, inspirat en l'uniforme del Sheffield FC, el club de futbol més antic del món. Aviant fou substituït per un de blanc i negre.
El primer partit amistós registrat el disputà davant el Genoa Cricket and Football Club, el 6 de gener de 1898, a Gènova. Guanyà l'Internazionale per 1-0. Al campionat italià, però fou derrotat per propi Genoa a la final de les edicions de 1898 i 1899.
El 1900 el club es fusionà amb el Football Club Torinese, mantenint el nom d'aquest darrer.

## Futbolistes destacats
- Edoardo Bosio
- Herbert Kilpin
- Luigi Amedeo, duc dels Abruços

## Cronologia
- 1898: Campionat italià 2n.
- 1899: Campionat italià 2n.

## Palmarès
- Campionat italià de futbol
  - Finalista els anys 1898, 1899